# 31-ше командування особливого призначення
31-ше головне командування особливого призначення (нім. Höheres-Kommando z.b.V. XXXI) — спеціальне головне командування особливого призначення Сухопутних військ Вермахту за часів Другої світової війни. 27 травня 1942 перетворене на 80-й армійський корпус.

## Історія
XXXI-е головне командування особливого призначення було сформоване 7 листопада 1939 у Нойштеттіні в II-му військовому окрузі (нім. Wehrkreis II).

## Райони бойових дій
- Генеральна губернія (листопад 1939 — березень 1940);
- Данія (березень — травень 1940);
- Нідерланди (травень — червень 1940);
- Західна Франція (червень 1940 — травень 1942).

## Командування

### Командири
- генерал артилерії Леонард Каупіш (нім. Leonard Kaupisch) (7 листопада 1939 — 10 квітня 1942);
- генерал артилерії Курт Галленкамп (нім. Curt Gallenkamp) (10 квітня — 27 травня 1942).

## Бойовий склад 31-го командування особливого призначення
Формування управління, забезпечення та підтримки
- 431-ше управління корпусного постачання (Korps-Nachschubführer 431);
- 431-й корпусний батальйон зв'язку (Korps-Nachrichten-Abteilung 431);

- 170-та піхотна дивізія (170. Infanterie-Division);
- 198-ма піхотна дивізія (198. Infanterie-Division).

- 161-ша піхотна дивізія (161. Infanterie-Division);
- 162-га піхотна дивізія (162. Infanterie-Division);
- 183-тя піхотна дивізія (183. Infanterie-Division).

- 9-та піхотна дивізія (9. Infanterie-Division);
- 11-та піхотна дивізія (11. Infanterie-Division);
- 263-тя піхотна дивізія (263. Infanterie-Division);
- Дивізія СС «Тотенкопф» (SS-Division "Totenkopf").

- 88-ма піхотна дивізія (88. Infanterie-Division);
- 223-тя піхотна дивізія (223. Infanterie-Division);
- Дивізія СС «Тотенкопф».

- 88-ма піхотна дивізія;
- 212-та піхотна дивізія (212. Infanterie-Division);
- 223-тя піхотна дивізія;
- 333-тя піхотна дивізія (333. Infanterie-Division);
- 708-ма піхотна дивізія (708. Infanterie-Division).

- 88-ма піхотна дивізія;
- 223-тя піхотна дивізія;
- 333-тя піхотна дивізія;
- 708-ма піхотна дивізія.

- 88-ма піхотна дивізія;
- 333-тя піхотна дивізія;
- 708-ма піхотна дивізія.

- 333-тя піхотна дивізія;
- 708-ма піхотна дивізія.

- 327-ма піхотна дивізія (327. Infanterie-Division);
- 333-тя піхотна дивізія;
- 708-ма піхотна дивізія;
- 715-та піхотна дивізія (715. Infanterie-Division).

- 327-ма піхотна дивізія;
- 376-та піхотна дивізія (376. Infanterie-Division);
- 708-ма піхотна дивізія;
- 715-та піхотна дивізія.